# Emil Weigand
Emil Weigand (* 20. November 1837 in Berlin; † 25. März 1906 ebenda) war ein deutscher Medailleur und Münzstempelschneider.

## Leben
Weigand war der Sohn des Graveurs Cuno Weigand(t). Er besuchte zunächst das Gymnasium zum Grauen Kloster und begann anschließend eine Ausbildung bei seinem Vater. Zugleich war er ein Schüler der Berliner Kunstakademie und absolvierte später die akademische Graveurschule bei Karl Johann Fischer. In den Jahren 1863 bis 1866 war er im Atelier von Alfred Benjamin Wyon in London tätig. Ab 1866 war er an der Königlichen Münze in Berlin beschäftigt. Am 11. Februar 1867 wurde er zweiter Münzmedailleur und 1887 Nachfolger des Ersten Münzmedailleurs Friedrich Wilhelm Kullrich bei der Berliner Münze, die inzwischen als Preußische Staatsmünze firmierte. In den nächsten beiden Jahren war die Stelle des zweiten Medailleurs unbesetzt. Weigand arbeitete 39 Jahre lang für diese Institution und zog sich zum 1. April 1905 ins Privatleben zurück.

## Werke
- 1875: Entwurf der Vorderseite der in der neuen Münzstätte Hamburgs geprägten Reichsmünzen.[1]
- 1878: Auf das Attentat (Medaille)[2]
- 1879: Auf die Goldene Hochzeit (Medaille)[3]
- 1886: Gestaltung (oder Stempel?!) der Graefe-Medaille in Zusammenarbeit mit Ferdinand Hartzer
- 1888: Gestaltung der Kronen-Orden-Medaille (Preußen)
- 1888: Gestaltung der Schießpreis-Medaille DEM BESTEN SCHÜTZEN unter Friedrich III.
- 1896: Entwurf des Wilhelm-Ordens
- Die Zehn- und Fünfmarkstücke in Gold und die Fünf- und Zweimarkstücke in Silber Kaiser Wilhelms I., sämtliche Münzen mit dem Bildnis Kaiser Friedrichs und Kaiser Wilhelms II.
- Prägungen für Hamburg, Lübeck, Oldenburg, Sachsen-Altenburg und Waldeck sowie Stempel ausländische Prägungen für Ägypten, Mexiko, Deutsch-Ostafrika, Neuguinea und Marokk.